# Revolució burgesa
La Revolució burgesa és un tipus de revolució que majoritàriament dona a terme la classe social de la burgesia per esdevenir la classe dirigent enfront d'altres grups socials que s'oposin al seu poder. Les Revolucions liberals estan inspirades en la doctrina del liberalisme i pretenen canviar un tipus de societat reglamentada a través de principis contraris a aquesta doctrina, que regien l'Antic Règim, per imposar-ne d'altres favorables a la llibertat individual, la igualtat davant la llei, la propietat, etc.